# Arjosari (Blimbing)
Arjosari is een bestuurslaag in het regentschap Malang van de provincie Oost-Java, Indonesië. Arjosari telt 8878 inwoners (volkstelling 2010).